# Stanislav Hočevar
Stanislav Hočevar (sloven. Stanislav Hočevar) (12. novembar 1945) je umirovljeni beogradski metropolit, nadbiskup.

## Biografija
Monsinjor Stanislav Hočevar rođen je 12. novembra 1945. godine u selu Jelendol, župa i opština Škocjan kod Novog Mesta, na području nadbiskupije Ljubljana, Slovenija. Po završenoj osnovnoj školi u Škocjanu 1960. godine pridružio se Don Boskovim salezijancima. Gimnaziju je pohađao u Križevcima i u Rijeci, a potom je stupio u novicijat salezijanaca. Vojsku je služio u Skoplju 1966/67. Zatim je bio vaspitač u novicijatu u Želimlju kod Ljubljane. Teologiju je studirao na Teološkom fakultetu u Ljubljani. Postao je sveštenik 29. juna 1973. godine.
Magistrirao je na Teološkom fakultetu u Ljubljani 1979. godine s tezom iz teologije: „Lični greh u današnjoj hamartologiji.“ (sloven. „Osebni greh v današnji hamartologiji“). Od 1973. godine bio je vaspitač u malom sjemeništu u Želimlju, a od 1979. upravnik te salezijanske ustanove.
Dve godine (1982—84) bio je zamenik salezijanskog provincijala u Sloveniji. Zatim je četiri godine bio upravnik internata za srednjoškolce — Modestovog doma u Celovcu (Klagenfurt) u Austriji. Godine 1988. bio je prvi put izabran za provincijala salezijanaca u Sloveniji, a od 1994. do 2000. obavlja drugi mandat te iste službe. Učestvovao je na četiri generalna kapitula salezijanaca u Rimu. Dva mandata je bio predsednik Konferencije viših redovničkih poglavara i poglavarica Slovenije, i zatim dve godine generalni sekretar iste konferencije.
Na svetkovinu Gospodnjeg navještenja, 25. marta 2000. godine papa Jovan Pavle II imenovao ga je za nadbiskupa koadjutora u Beogradu. Biskupsko ređenje primio je 24. maja 2000. u crkvi Marije Pomoćnice na Rakovniku u Ljubljani. U Beograd dolazi za Duhove 2000.
Na plenarnoj sednici Biskupske konferencije Jugoslavije u jesen 2000. prima dužnosti referenta za katehezu i mlade, za redovnički život te postaje predsednik biskupske komisije za Karitas.
Dana 31. marta 2001. godine papa Jovan Pavle II, prihvata molbu za razrešenje dotadašnjeg beogradskog nadbiskupa dr Franca Perka i tim istim mons. Stanislav Hočevar preuzima službu beogradskog nadbiskupa i metropolita.
Dana 16. aprila 2001. izabran je za predsednika Biskupske konferencije SR Jugoslavije u kojoj obavlja i druge funkcije.
Novembra 2020, povodom svog 75 rođendana, ponudio je prema kanonskim pravilima zahtev za razrešenje sa funkcije nadbiskupa papi Franji, ali mu je papa produžio mandat za još dve godine do 2022. U novembru 2022. odlazi u penziju i na tronu beogradske nadbiskupije ga nasleđuje biskup zrenjaninski Laslo Nemet.
Dodeljen mu je Orden srpske zastave prvog stepena.

## Grb
U biskupskom grbu mons. Stanislava Hočevara su likovi zvezde i harfe. Zvezda označava transcendentalnu dimenziju ljudskog života, zato označuje i Crkvu i Bogorodicu; harfa je instrument koji govori o zajedništvu, te sa simboličnim brojem sedam i o sakramentima Crkve. Tim simbolima označava se svetlost i nada koju donosi hrišćanstvo. Boje na pozadini grba su tipične slovenske boje.
Moto biskupske službe je: lat. Servite Domino in laetitia (prevod: Služite Gospodu s radošću).

## Književnost
Uz odgovorne dužnosti našao je vremena i za pisanje. Godine 1978. izašla je njegova knjižica „Peter s Poljske“, godine 1983. „Odpri srce“, 1988. godine čitanja za majsku pobožnost „Veliko znamenje“ a 1998. bio je urednik knjige „Leta velikega dozorevanja“ o svim nasilno umrlim žrtvama Drugog svetskog rata u domaćoj župi Škocjan kod Novog Mesta.
U godini 1999. za vreme bombardovanja Jugoslavije je pokrenuo inicijativu „Mir tebi, Balkan“ i u istoj godini uspešnu fondaciju za pomoć porodicama sa više dece pod imenom „Anin sklad“.

## Galerija
- Nadbiskupijska rezidencija u Beogradu, gde je bila za vreme Austro-Ugarske njihova ambasada, sada temeljito obnovljena.
- Nadbiskupijska rezidencija u Beogradu, sa gostima iz Slovenije 2010, koje rado prima nadbiskup.

## Spoljašnje veze
- Tajna ljubavi lek za sve pandemije („Politika”, 13. novembar 2020)